# I liga 1966-1967
L'edizione 1966-67 del Campionato polacco di calcio vide la vittoria finale del Górnik Zabrze.
Capocannoniere del torneo fu Włodzimierz Lubański (Górnik Zabrze), con 18 reti.

## Classifica finale
|     | Classifica         | G  | V  | N  | P  | GF | GS | Pt |
| --- | ------------------ | -- | -- | -- | -- | -- | -- | -- |
| 1.  | Górnik Zabrze      | 26 | 16 | 5  | 5  | 44 | 20 | 37 |
| 2.  | Zagłębie Sosnowiec | 26 | 14 | 6  | 6  | 45 | 25 | 34 |
| 3.  | Ruch Chorzów       | 26 | 13 | 4  | 9  | 44 | 30 | 30 |
| 4.  | Legia Varsavia     | 26 | 9  | 10 | 7  | 35 | 22 | 28 |
| 5.  | LKS Łódź           | 26 | 10 | 8  | 8  | 29 | 28 | 28 |
| 6.  | Polonia Bytom      | 26 | 11 | 5  | 10 | 35 | 34 | 27 |
| 7.  | GKS Katowice       | 26 | 11 | 5  | 10 | 29 | 32 | 27 |
| 8.  | Stal Rzeszów       | 26 | 9  | 8  | 9  | 24 | 30 | 26 |
| 9.  | Pogoń Szczecin     | 26 | 10 | 4  | 12 | 30 | 39 | 24 |
| 10. | Wisła Kraków       | 26 | 8  | 7  | 11 | 30 | 36 | 23 |
| 11. | Szombierki Bytom   | 26 | 10 | 3  | 13 | 29 | 37 | 23 |
| 12. | Śląsk Wrocław      | 26 | 8  | 5  | 13 | 23 | 28 | 21 |
| 13. | Zawisza Bydgoszcz  | 26 | 6  | 7  | 13 | 20 | 35 | 19 |
| 14. | Cracovia Kraków    | 26 | 7  | 3  | 16 | 27 | 48 | 17 |

### Verdetti
- Górnik Zabrze Campione di Polonia 1966-67.
- Zawisza Bydgoszcz e Cracovia Kraków retrocesse in II liga polska.